# Землянский сельский совет (Сумская область)
Землянский сельский совет (укр. Землянська сільська рада) — входит в состав Конотопского района Сумской области Украины.
Административный центр сельского совета находится в селе Землянка
.

## Населённые пункты совета
- с. Землянка